# Lista de telenovelas exibidas pela Fox Life Brasil
| # | Título                 | Início                | Término                | Autor                | Diretor                       | Horário original | Ano de exibição | Emissora original | Cap. | Ref   |
| - | ---------------------- | --------------------- | ---------------------- | -------------------- | ----------------------------- | ---------------- | --------------- | ----------------- | ---- | ----- |
| 1 | Meu Pé de Laranja Lima | janeiro de 2006       | maio de 2006           | Ana Maria Moretzsohn | Del Rangel Giuseppe Oristanio | 18h00            | 1998-1999       | Rede Bandeirantes | 101  | [ 1 ] |
| 2 | Essas Mulheres         | 21 de outubro de 2007 | 14 de março de 2008    | Marcílio Moraes      | Flávio Colatrello Jr.         | 19h15            | 2005            | RecordTV          | 149  | [ 2 ] |
| 3 | A Escrava Isaura       | 6 de outubro de 2014  | 25 de maio de 2015     | Tiago Santiago       | Herval Rossano                | 19h15            | 2004-2005       | RecordTV          | 167  | [ 3 ] |
| 4 | O Direito de Nascer    | 25 de maio de 2015    | 13 de novembro de 2015 | Aziz Bajur           | Roberto Talma                 | 18h45            | 2001            | SBT               | 116  | [ 4 ] |